# Heikyoku
Le heikyoku (平曲) consiste en la récitation de chants de l'épopée des Heike (Heike monogatari), une geste épique, rédigée entre 1202 et 1221, qui raconte l'ascension et la décadence du clan des Taira (ou Heike). Le chanteur s'accompagne au biwa. Le heikyoku fait son apparition au XIIIe siècle et bien que son thème en soit la description de faits d'armes ou de personnages historiques, son style est équilibré, sans emphase.
Au XVIIe siècle, le shamisen ou le koto concurrencent le heikyoku. Bien qu'il ne corresponde plus au goût du public, il se maintient jusqu'à la fin du XIXe siècle et la dissolution de la corporation des musiciens aveugles qui entraînera sa disparition à l'avènement de Meiji.
La structure globale en est constituée d'une succession de fragments instrumentaux fixes, de cellules vocales souples et de passage parlés (il existe actuellement une trentaine de ces cellules instrumentales et vocales ; par exemple, kudoki, origoe, sanjū, shiragoe, hiroi, etc.). Tous les textes (environ deux cents) empruntent une structure musicale identique.
Le heikyoku est fondé sur une structure tétracordale.